# Igor Olegowitsch Gorochow
Igor Olegowitsch Gorochow (russisch Игорь Олегович Горохов; * 28. November 1990 in Nowosibirsk, Russische SFSR) ist ein russischer Eishockeyspieler, der seit 2009 bei Amur Chabarowsk in der Kontinentalen Hockey-Liga unter Vertrag steht.

## Karriere
Igor Gorochow begann seine Karriere als Eishockeyspieler in der Nachwuchsabteilung von Amur Chabarowsk, für dessen zweite Mannschaft er von 2005 bis 2008 in der drittklassigen Perwaja Liga aktiv war. Anschließend spielte der Verteidiger ein Jahr lang für die Profimannschaft von Jermak Angarsk in der Wysschaja Liga, der zweiten russischen Spielklasse. In seinem ersten Jahr im Profibereich gab er drei Vorlagen in 41 Spielen. Daraufhin kehrte er nach Chabarowsk zurück, für das er in der Saison 2009/10 in 34 Spielen in der Kontinentalen Hockey-Liga auf dem Eis stand, in denen er zwei Vorlagen gab. 

## KHL-Statistik
(Stand: Ende der Saison 2010/11)